# 7e Armée
7e Armée var en fransk armé under första och andra världskriget.

## Fall Gelb
Armén var en del av 1er Groupe d'Armées som var grupperad längs gränsen mellan Frankrike och Belgien. Enligt plan D skulle hela armégruppen marschera upp och inta defensiva ställningar bakom floderna Dyle och Meuse

### Organisation
Arméns organisation den 10 maj 1940:
- 1re Division Légère Mécanique
- 4e Division d'Infanterie
- 21e Division d'Infanterie
- 60e Division d'Infanterie
- Ier Corps d'Armée motorisé
  - 25e Division d'Infanterie Motorisée
- XVIe Corps d'Armée
  - 9e Division d'Infanterie Motorisée

## Befälhavare
- General Henri Giraud (2 september 1939 – 19 maj 1940)